# متحف بيت مير موحسون نواب
متحف بيت مير موحسون نواب (بالأذربيجانية: Mir Möhsün Nəvvabın ev-muzeyi) - هو البيت الذي ولد فيهِ مير موحسون نواب الرسام والشاعر الأذربيجاني المعروف.

## تاريخ المتحف
البيت يتكون من طابقين ويقع في شارع نواب من حي ماماي التاريخي في شوشا. عاش وعمل في هذا المنزل الرسام والشاعر الأذربيجاني المشهور مير موحسون نواب.

### الإنشاء
ورد في جريدة «شوشا» بتاريخ 15 أغسطس 1981 أنه افتتح المتحف التذكاري لمير مو حسون نواب. وقد ذكرت المقالة أن عددًا من الفنانين رمموا واستعادوا لوحات موحسون نواب لمظهرها الأصلي وهي تمثل مواضيع مختلفة. ليصبح المنزل بعد الترميم متحفًا للشاعر الشهير.

## معرض الصور
صور لمتحف بيت مير موحسون نواب في عام 2021.

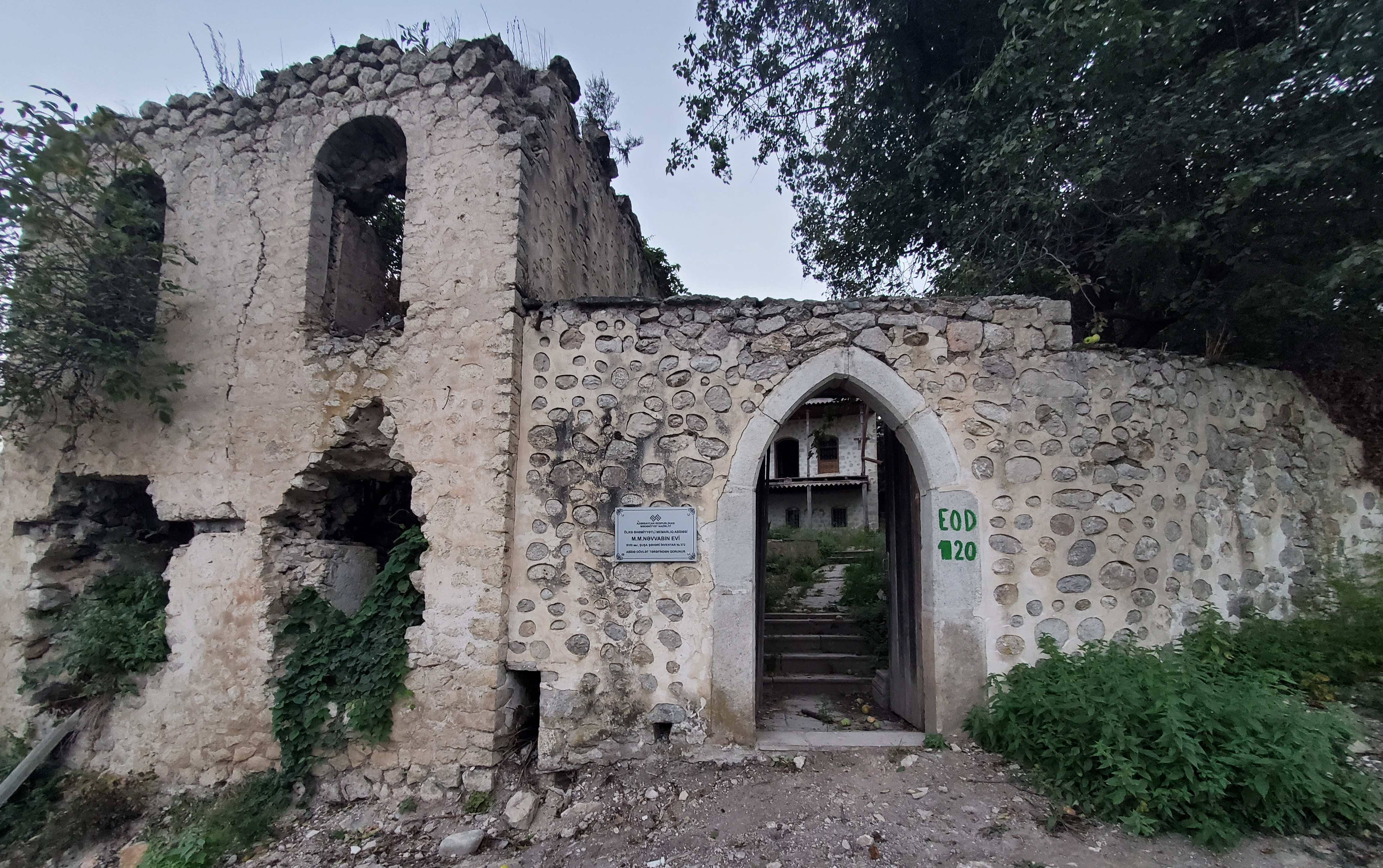
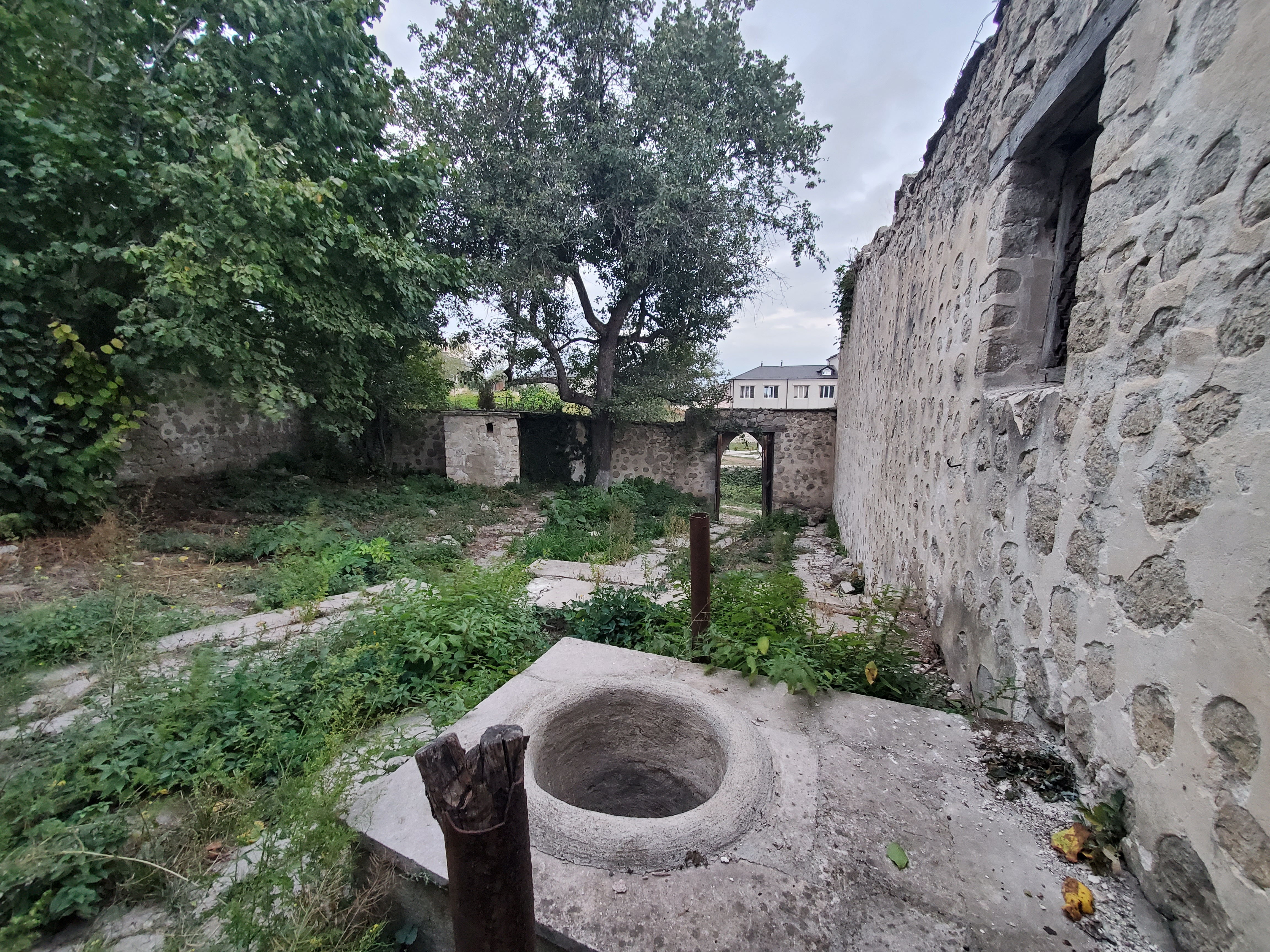
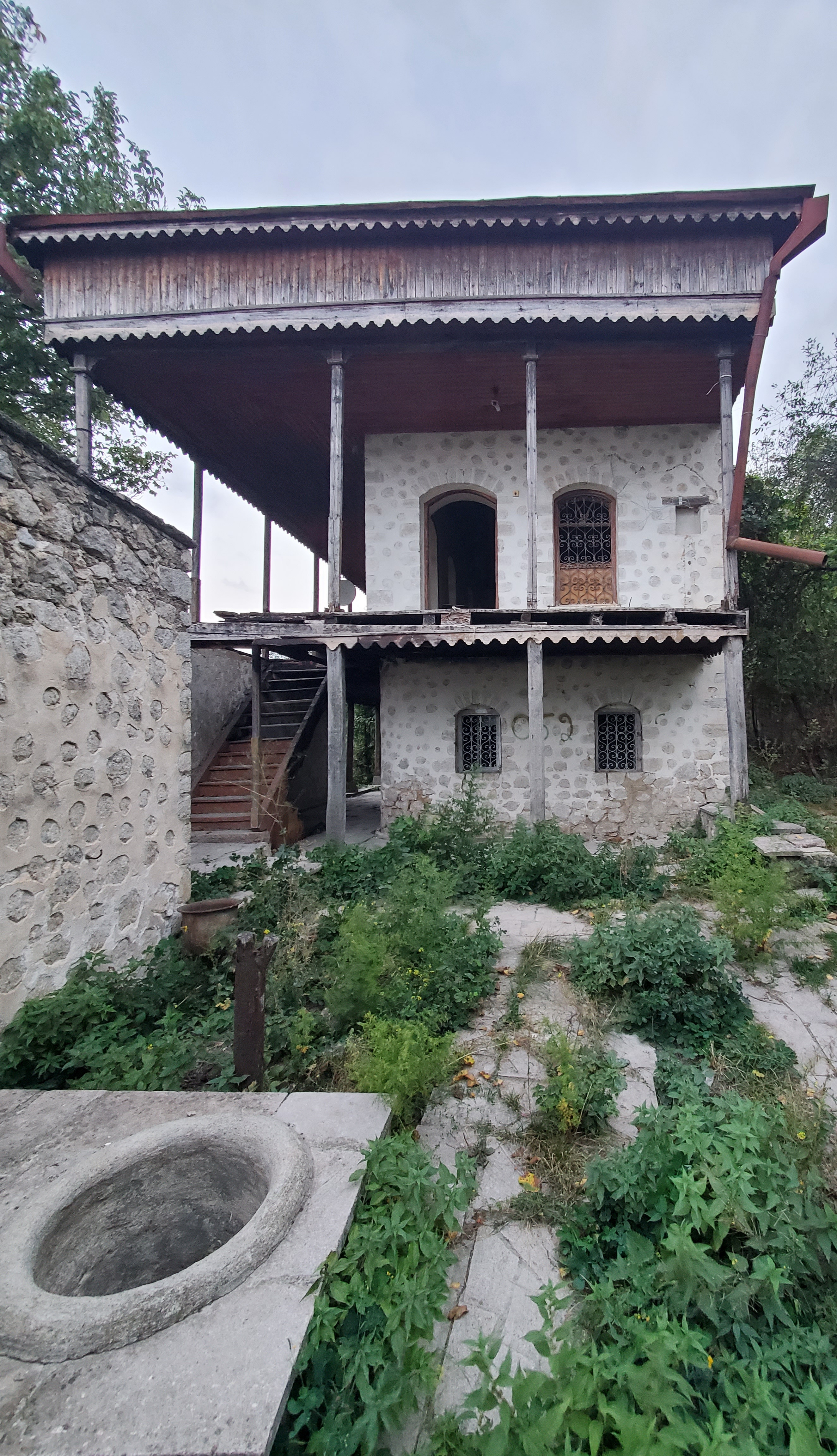
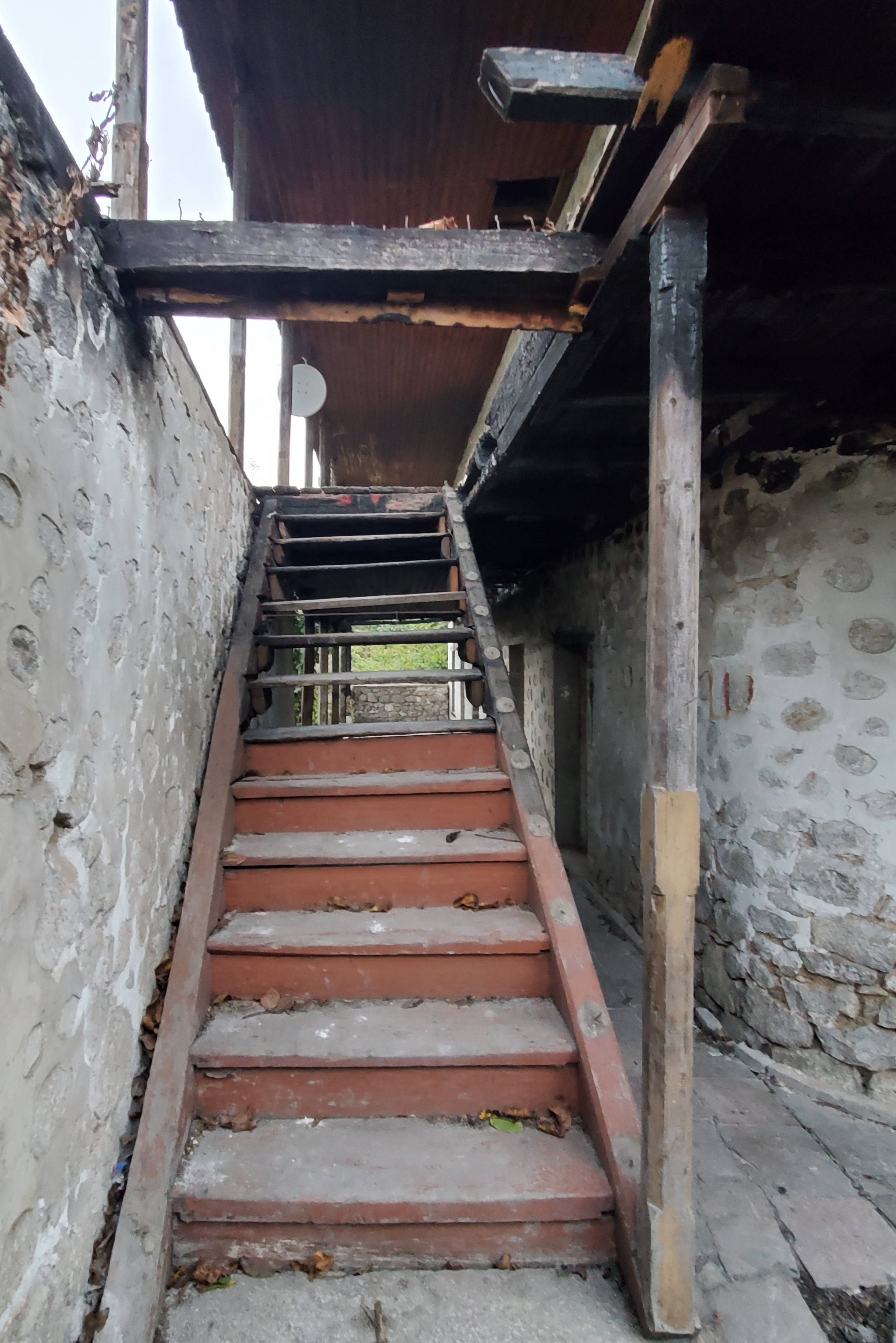
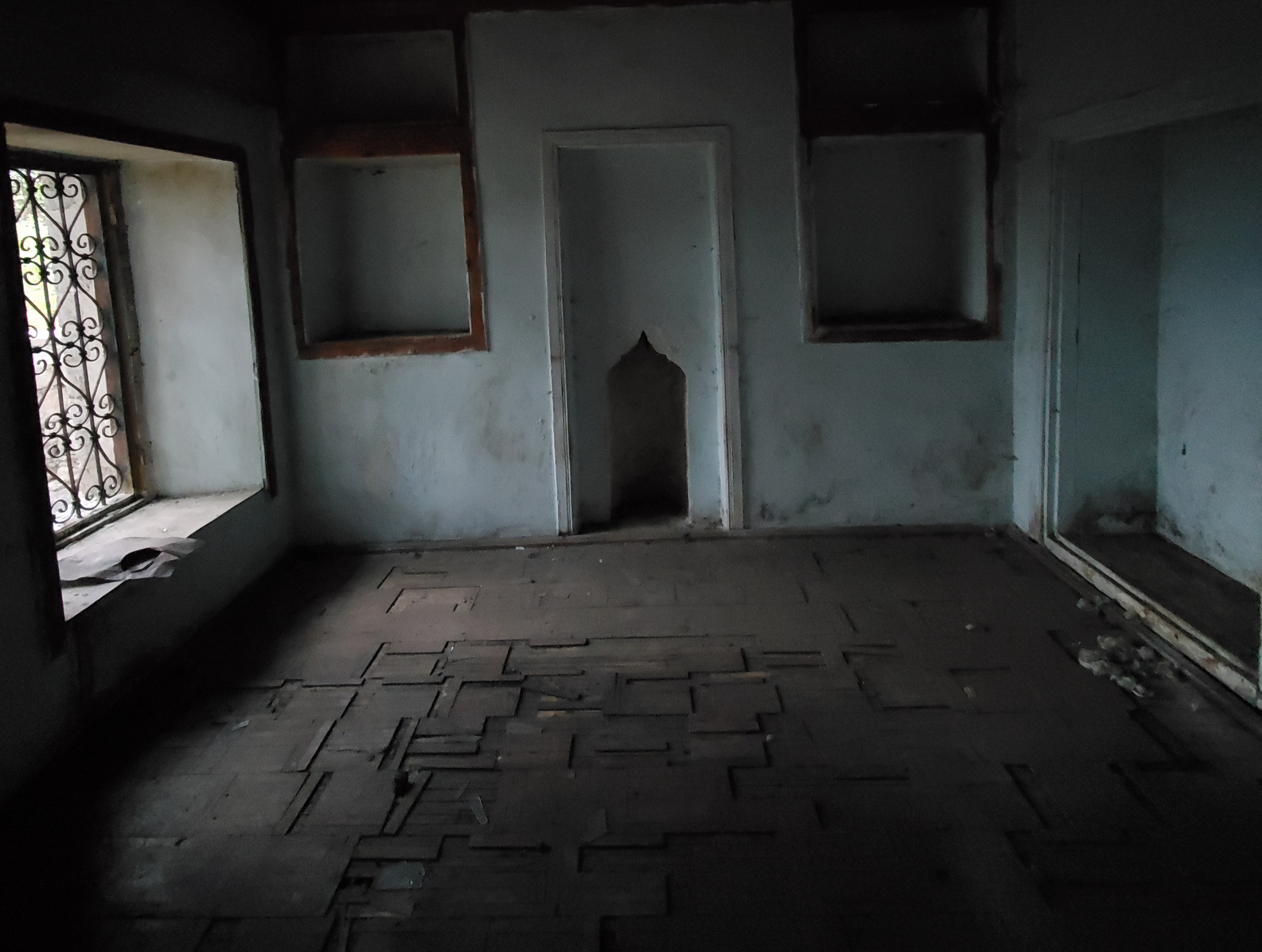
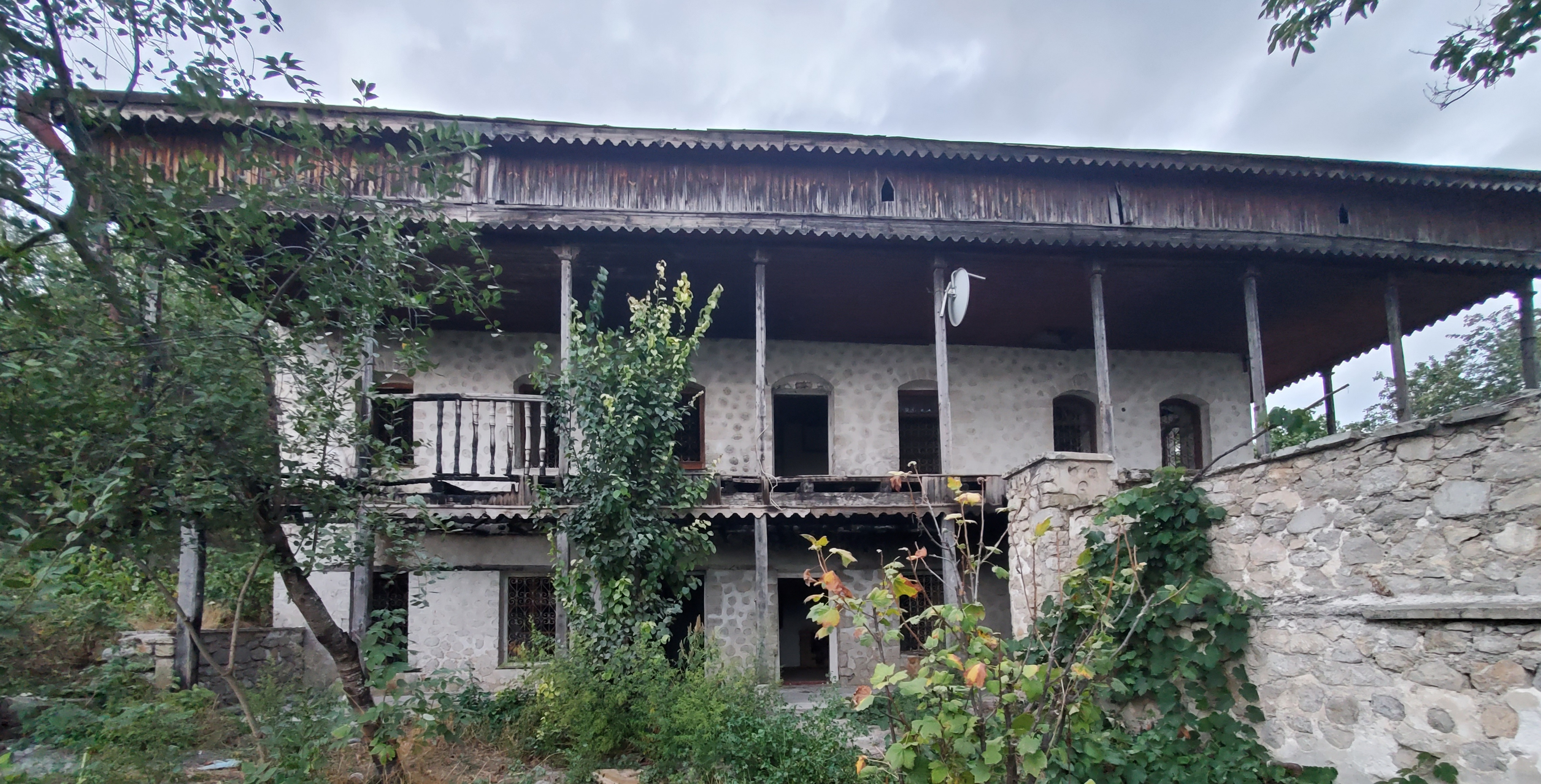